# تشارلز ويلسون (سياسي كندي، مواليد 1841)
تشارلز ويلسون هو سياسي كندي، ولد في 5 فبراير 1841، وتوفي في 1 مارس 1924. نشط حزبياً في Conservative Party of British Columbia ‏. وقد انتخب عضو الجمعية التشريعية لكولومبيا البريطانية ‏ عن دائرة Cariboo (provincial electoral district) ‏ (1903 – 1906).